# Слађана Поп-Лазић
Слађана Поп-Лазић (26. јул 1988, Београд) бивша је српска рукометашица која је играла на позицији пивота.
Са рукометном репрезентацијом Србије освојила је четврто место на Европском првенству 2012.

## Успеси
Ниш
- Суперлига Србије: 2008.

Зајечар
- Суперлига Србије: 2010, 2011, 2012.

Мец
- Прва лига Француске: 2016, 2017.
- Куп Француске: 2017.

Брест
- Куп Француске: 2018.